# نورمن پارکینسون

نورمن پارکینسون

نورمن پارکینسون (به انگلیسی: Norman Parkingson) عکاس اهل انگلستان بود.

## زندگی
نورمن پارکینسون در سال ۱۹۱۳ میلادی در لندن زاده شد. او در ۱۹۳۱ مدرسهٔ وست مینستر لندن را رها کرد و به عنوان شاگرد عکاسان دربار به عکاسی پرداخت. با پرداخت هزینهٔ آموزشی به مبلغ ۳۰۰ پوند، تمامی اصول پایه و کلیهٔ فنون عکاسی را آموخت. سپس به عنوان دستیار در تاریک‌خانه مشغول کار شد و علاوه بر آن، وظیفهٔ تنظیم دوربین عکاسی دست و پاگیر عکاسخانه نیز به او محول گردید و برای این کارها، هفته‌ای یک پوند دستمزد برایش معین شد. پارکینسون تنها دو سال از دورهٔ سه سالهٔ آموزشی خود را گذراند، چراکه خویشتن را زیاده در قید و بند فنون خشک و روش‌های عاری از هرگونه تخیل که در عکاسخانه‌ها به کار گرفته شده بود، می‌دید.

## سبک
وی به پیروی از مارتین مونکاچی شیوهٔ واقع‌گرایی حرکت را در عکاسی مد ادامه داد. وی همچنین اولین کسی بود که بیرون از محیط استودیو عکاسی مد می‌کرد.